# Clermont (Ariège)
Clermont is een gemeente in het Franse departement Ariège (regio Occitanie) en telt 91 inwoners (2009). De plaats maakt deel uit van het arrondissement Saint-Girons.

## Geschiedenis
Clermont was onderdeel van het Saint-Girons tot dit op 22 maart 2015 werd opgeheven en de gemeente werd opgenomen in het op diezelfde dag gevormde kanton Couserans Est.

## Geografie
De oppervlakte van Clermont bedraagt 7,5 km², de bevolkingsdichtheid is dus 12,1 inwoners per km².
De onderstaande kaart toont de ligging van Clermont (Ariège) met de belangrijkste infrastructuur en aangrenzende gemeenten.

## Demografie
Onderstaande figuur toont het verloop van het inwonertal (bron: INSEE-tellingen).

Vanwege een beveiligingsprobleem met de MediaWiki Graph-software is het momenteel niet mogelijk deze grafiek weer te geven. Zodra de software is bijgewerkt zal de grafiek vanzelf weer zichtbaar worden.